# Praca socjalna
Praca socjalna – według polskiej ustawy o pomocy społecznej: interdyscyplinarna działalność zawodowa mająca na celu pomoc osobom i rodzinom we wzmacnianiu lub odzyskiwaniu zdolności do funkcjonowania w społeczeństwie poprzez pełnienie odpowiednich ról społecznych oraz tworzenie warunków sprzyjających temu celowi.

## Definicje
Helena Radlińska określa pracę socjalną mianem wydobywania i pomnażania sił ludzkich, na ich usprawnianiu i organizacji wspólnego działania dla dobra ludzi.

Kompleksową i bardzo szeroką definicję pracy socjalnej określa Komitet Rady Europejskiej. 
Praca socjalna jest specyficzną działalnością zawodową, mającą na celu lepszą adaptację wzajemną osób, rodzin, grup i środowiska społecznego, w jakim żyją, oraz rozwijanie poczucia godności osobistej i odpowiedzialności jednostek na drodze odwoływania się do potencjalnych możliwości poszczególnych osób, do powiązań międzyprofesjonalnych, a także sił i środków społecznych.
 Międzynarodowe Stowarzyszenie Szkół Pracy Socjalnej wypracowało ogólną międzynarodową definicję określającą, że 
praca socjalna wspiera zmiany społeczne, rozwiązywanie problemów w stosunkach międzyludzkich oraz wydobywanie z ludzi sił i wolności, aby mogli osiągnąć dobrobyt. Używając teorii zachowań ludzkich i systemów społecznych, praca socjalna oddziałuje tam, gdzie ludzie wchodzą w interakcje ze środowiskiem. Fundamentem pracy socjalnej są zasady praw człowieka i sprawiedliwości społecznej.
Środowisko zawodowe oddziela profesjonalną pracę socjalną jako działalność nakierowaną na pomaganie innym, prace z drugim człowiekiem, skupienie się na rozwiązywaniu problemów jednostki, rodziny lub grupy społecznej od zjawiska błędnie w społeczeństwie utożsamianym z pracą socjalną – wypłacaniem zasiłków i świadczeń z pomocy społecznej. W ramach profesji dokonuje się licznych działań mających na celu poprawę jakości życia społeczności lokalnej, animację środowiska lokalnego, pracę z rodzinami dysfunkcyjnymi, a także realizującymi zadania pieczy zastępczej (rodziny zastępcze, placówki opiekuńczo-wychowawcze).
Pierwszym naukowym podręcznikiem pracy socjalnej była Diagnoza społeczna autorstwa Mary Richmond z 1917.

## Grupa klientów
Ustawa o pomocy społecznej z dnia 12 marca 2004 roku określa z jakich powodów osoby i rodziny mogą skorzystać z pomocy społecznej. W szczególności są to powody wymienione w art. 7 ww. ustawy:
1. ubóstwa;
2. sieroctwa;
3. bezdomności;
4. bezrobocia;
5. niepełnosprawności;
6. długotrwałej lub ciężkiej choroby;
7. przemocy w rodzinie;
8. potrzeby ochrony ofiar handlu ludźmi;
9. potrzeby ochrony macierzyństwa lub wielodzietności;
10. bezradności w sprawach opiekuńczo-wychowawczych i prowadzenia gospodarstwa domowego, zwłaszcza w rodzinach niepełnych lub wielodzietnych;
11. trudności w integracji cudzoziemców, którzy uzyskali w Rzeczypospolitej Polskiej status uchodźcy lub ochronę uzupełniającą;
12. trudności w przystosowaniu do życia po zwolnieniu z zakładu karnego;
13. alkoholizmu lub narkomanii;
14. zdarzenia losowego i sytuacji kryzysowej;
15. klęski żywiołowej lub ekologicznej[1].

## Metody pracy socjalnej
Klasyczne metody pracy socjalnej możemy sklasyfikować:
- prace socjalną z jednostką (metoda indywidualnego przypadku)
- prace socjalną z grupą/rodziną
- prace socjalną ze środowiskiem lokalnym[7].

W oparciu o te podstawowe metody, metodyka szczegółowa pracy socjalnej przewiduje szereg działań dostosowanych do indywidualnych potrzeb klientów, jak na przykład: mediacje, poradnictwo, Konferencje Grupy Rodzinnej i inne.

## Formy pracy socjalnej
Wśród form pracy socjalnej Helena Radlińska wymienia:
- ratunek, który niesie zagrożonemu niebezpieczeństwem, bez względu na jego uprawnienia i przynależność do grupy społecznej np. pomoc dla powodzian;
- opieka – forma świadczona w sytuacjach życiowych, w których ludzie dotknięci nieszczęściem nie umieją albo nie mają dość sił, by przezwyciężyć trudności. Jest formą zindywidualizowaną. Opiera się na dokładnej diagnozie potrzeb. Opiekun przyjmuje odpowiedzialność za losy drugiego człowieka, np. opieka w domach małego dziecka. Metody tej nie stosuje się do osób dorosłych, gdyż pracownik socjalny udziela wsparcia i nie jest opiekunem społecznym, tylko profesjonalnym pomagającym;
- pomoc – działania mające wspierać pomyślny rozwój zarówno osób z jakiś względów zagrożonych, jak i wszystkich członków społeczności np. poradnie rodzinne;
- kompensacja społeczna – to wyrównywanie braków środowiskowych, utrudniających pomyślny bieg życia jednostki lub grupy, np. rodziny zastępcze.

## Pracownik socjalny
Osoba uprawniona do wykonywania profesjonalnej pracy socjalnej, w myśl ustawy o pomocy społecznej. Osoba chcąca pracować zawodowo w roli pracownika socjalnego winna spełnić następujące kryteria:
- posiada dyplom ukończenia kolegium pracowników służb społecznych;
- ukończyła studia wyższe na kierunku praca socjalna;
- do dnia 31 grudnia 2013 r. ukończyła studia wyższe o specjalności przygotowującej do zawodu pracownika socjalnego na jednym z kierunków:
  - pedagogika,
  - pedagogika specjalna,
  - politologia,
  - polityka społeczna,
  - psychologia,
  - socjologia,
  - nauki o rodzinie[1].

## Praca socjalna – kierunek nauczania na studiach wyższych
Praca socjalna to kierunek nauki zajmujący się naświetlaniem i zrozumieniem problemów socjalnych i ich przyczyn, jak i przeciwdziałaniem im. 
Ma na celu wdrożenie rozwiązań społecznych jak i pomoc indywidualną, która umożliwia przywrócenie rodzinom ich naturalnej zdolności do samodzielnego zaspokajania swoich potrzeb. Pracownicy socjalni angażują się w pomoc osobom, rodzinom, organizacjom, grupom i nawet całym społecznościom. Praca socjalna jest zawodem, którego główną zasadą jest szerzenie sprawiedliwości społecznej, prowadzącej do podniesienia jakości życia, przez osiągnięcie pełnego potencjału każdego, każdej grupy i każdej społeczności w przekroju demograficznym czy kulturowym społeczeństwa.